# Rockin' the Suburbs
Rockin' the Suburbs är den amerikanska pianorockaren Ben Folds första studioalbum som soloartist efter Ben Folds Fives upplösning, släppt den 29 augusti 2001.
Still Fighting It är tillägnad Folds son Louis. Louis tvillingsyster Gracie fick en låt tillägnad sig på albumet Songs for Silverman 2005.
Fred Jones Part 2 är en fortsättning på låten Cigarette, som finns på Ben Folds Five-albumet Whatever and Ever Amen från 1997.
Texten till Not the Same handlar om en verklig händelse där en bekant till Folds under en fest klättrade upp i ett träd, under påverkan av LSD. Han stannade kvar i trädet tills morgonen och när han kom ned var han född på nytt.

## Låtlista

### Originalutgåvan
| Nr  | Titel               | Längd | Kompositör   |
| --- | ------------------- | ----- | ------------ |
| 1.  | Annie Waits         | 4:17  | Folds        |
| 2.  | Zak and Sara        | 3:11  | Folds        |
| 3.  | Still Fighting It   | 4:25  | Folds        |
| 4.  | Gone                | 3:22  | Folds        |
| 5.  | Fred Jones Part 2   | 3:45  | Folds        |
| 6.  | The Ascent of Stan  | 4:14  | Folds        |
| 7.  | Losing Lisa         | 4:10  | Folds, Hynes |
| 8.  | Carrying Cathy      | 3:49  | Folds        |
| 9.  | Not the Same        | 4:17  | Folds        |
| 10. | Rockin' the Suburbs | 5:00  | Folds        |
| 11. | Fired               | 3:49  | Folds        |
| 12. | The Luckiest        | 4:44  | Folds        |

### Bonuslåt på japanska utgåvan och vinylutgåvan
| Nr  | Titel       | Längd | Kompositör |
| --- | ----------- | ----- | ---------- |
| 10. | Hiro's Song | 4:22  | Folds      |

## Medverkande
- Ben Folds - Alla instrument (utom de nedan), sång
- Larry Corbett - Cello på 5.
- Dj Swamp - Beats på 10.
- Richard Fortus - Gitarr på 3. och 10.
- Frally Hynes - Bakgrundssång på 4.
- John McCrea - Bakgrundssång på 5.
- John Mark Painter - Stråkarrangemang

## Listplaceringar
- - #18[1]
- - #28
- - Billboard 200 #42[2]
- - #73[3]